# 대한민국 중소중견기업 혁신대상
대한민국 중소중견기업 혁신대상은 헤럴드경제와 코리아헤럴드가 차세대 성장 동력의 원천이자 선진한국 창조의 주역이 될 중소기업을 발굴, 격려하기 위하여 만든 시상식으로, 경제의 역동성을 재고하고 미래성장의 주춧돌인 중소기업과 중견기업을 지원하기 위해 지난 2009년부터 관련 정부부처와 공동으로 진행해오고 있는 행사이다. 
경제 언론사인 헤럴드 경제와 코리아 해럴드가 주최하는 대한민국 중소·중견기업 혁신대상은 산업통상자원부, 국회산업통상자원위원회, 중소벤처기업부, 중소기업진흥공단, 동반성장위원회 등 관련 부처와 기관에서 후원하며 유관기관장의 이름으로 상장이 발행된다. 2018년을 기준으로 10회를 맞이한 대표적인 중소 중견기업 시상식인 대한민국 중소 중견기업 혁신대상은 12월 4일에 프레스 센터에서 시상식이 열렸다.

## 수상 내역

### 2018년
- 2018년 기술혁신부문
  - 산업통상자원부 장관상 : 주식회사 스파크인터내셔널 이연희 회장[1]
  - 산업통상자원중소벤처기업위원회 위원장상 : (주)케이엠디개발 김경현 대표이사

### 2017년
- 2017년 기술혁신부문 
  - 동반성장위원회 위원장상 : 인천항만공사[2]
  - 중소벤처기업부 장관상 : 와이제이게임즈

- 2017년 경영혁신 부문 
  - 국회 산업통산자원중소벤처기업위원회 위원장상 : (주) 파워렉스 글로벌 이우석 대표이사[3]